# Saltos ornamentais nos Jogos Europeus de 2015 - Plataforma de 10 m individual feminino
A competição da plataforma de 10 m individual feminino é um dos eventos dos saltos ornamentais nos Jogos Europeus de 2015, em Baku, no Azerbaijão. Foi disputada no Centro Aquático de Baku no dia 18 de junho.

## Calendário
Horário de verão do Azerbaijão (UTC+5).
| Data        | Horário | Fase         |
| ----------- | ------- | ------------ |
| 18 de junho | 13:20   | Preliminares |
| 18 de junho | 20:30   | Final        |

## Medalhistas
| Ouro   | GBR Lois Toulson     |
| Prata  | RUS Anna Chuinyshena |
| Bronze | GER Elena Wassen     |

## Resultados
Os resultados foram os seguintes.
| Pos.              | Saltadora             | Nacionaliade      | Preliminares | Preliminares | Final         | Final         |
| Pos.              | Saltadora             | Nacionaliade      | Pontos       | Pos.         | Pontos        | Pos.          |
| ----------------- | --------------------- | ----------------- | ------------ | ------------ | ------------- | ------------- |
| Medalha de ouro   | Lois Toulson          | GBR Grã-Bretanha  | 389.20       | 2            | 456.70        | 1             |
| Medalha de prata  | Anna Chuinyshena      | RUS Rússia        | 386.80       | 3            | 429.15        | 2             |
| Medalha de bronze | Elena Wassen          | GER Alemanha      | 383.00       | 4            | 410.40        | 3             |
| 4                 | Shanice Lobb          | GBR Grã-Bretanha  | 377.40       | 5            | 397.70        | 4             |
| 5                 | Yulia Timoshinina     | RUS Rússia        | 409.60       | 1            | 363.40        | 5             |
| 6                 | Fränze Jahn           | GER Alemanha      | 341.05       | 7            | 356.70        | 6             |
| 7                 | Vlada Tatsenko        | UKR Ucrânia       | 338.85       | 9            | 343.15        | 7             |
| 8                 | Anne Vilde Tuxen      | NOR Noruega       | 333.10       | 10           | 333.15        | 8             |
| 9                 | Ellen Ek              | SWE Suécia        | 347.50       | 6            | 330.50        | 9             |
| 10                | Saija Paavola         | FIN Finlândia     | 340.70       | 8            | 323.25        | 10            |
| 11                | Olqa Bikovskaya       | AZE Azerbaijão    | 323.30       | 11           | 305.75        | 11            |
| 12                | Ellen Sirkka          | FIN Finlândia     | 320.50       | 12           | 302.00        | 12            |
| 13                | Valeriia Liulko       | UKR Ucrânia       | 315.00       | 13           | Não avançaram | Não avançaram |
| 14                | Krystsina Sheshka     | BLR Bielorrússia  | 313.95       | 14           | Não avançaram | Não avançaram |
| 15                | Ioana Cîrjan          | ROU Romênia       | 301.85       | 15           | Não avançaram | Não avançaram |
| 16                | Dominika Mirowska     | POL Polônia       | 297.60       | 16           | Não avançaram | Não avançaram |
| 17                | Tamar Sitchinava      | GEO Geórgia       | 295.40       | 17           | Não avançaram | Não avançaram |
| 18                | Kimberley Lee         | NED Países Baixos | 291.90       | 18           | Não avançaram | Não avançaram |
| 19                | Julie Synnøve Thorsen | NOR Noruega       | 290.15       | 19           | Não avançaram | Não avançaram |
| 20                | Maïssam Naji          | FRA França        | 285.60       | 20           | Não avançaram | Não avançaram |
| 21                | Ioana Paștiu          | ROU Romênia       | 279.80       | 21           | Não avançaram | Não avançaram |
| 22                | Noor Lanen            | NED Países Baixos | 276.85       | 22           | Não avançaram | Não avançaram |
| 23                | Anna Taciak           | POL Polônia       | 265.05       | 23           | Não avançaram | Não avançaram |
| 24                | Inès Hummel           | FRA França        | 263.85       | 24           | Não avançaram | Não avançaram |